# Warren Hoburg
Warren Woodrow "Woody" Hoburg (Pittsburgh, 16 de setembro de 1985) é um engenheiro americano e astronauta da NASA da turma de 2017.

## Juventude e educação
Warren Hoburg nasceu no dia 16 de setembro de 1985 em Pittsburgh, filho de Jim e Peggy Hoburg. Ele se formou na North Allegheny Senior High School e recebeu um Bacharelado de Ciência em Aeronáutica e Astronáutica do Instituto de Tecnologia de Massachusetts em 2008. Ele recebeu um Mestrado de Ciência em 2011, seguido de um Doutorado em 2013 em Engenharia Elétrica e Ciência da Computação da Universidade da Califórnia em Berkeley.

## Carreira acadêmica
Depois de completar seu doutorado, Hoburg trabalhou em desenvolvimento de produtos da Boeing até 2014, quando tornou-se professor assistente no MIT. Ele serviu como patrocinador para o projeto capstone, Jungle Hawk Owl, que é um UAV patrocinado pela Força Aérea dos Estados Unidos. Ele também gereência o pacote GPKit de Programação geométrica do Python.

## Carreira na NASA

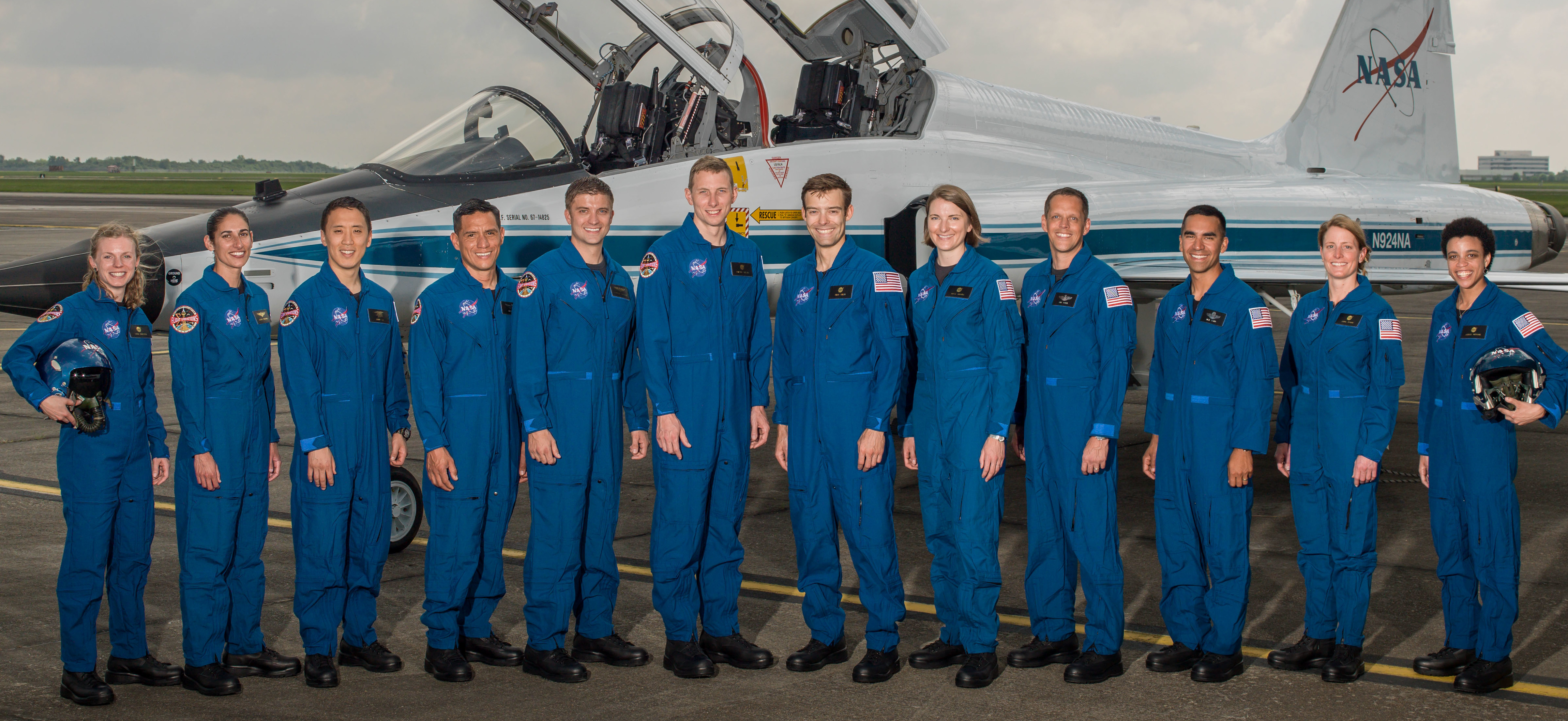
Foto mostra a turma de candidatos a astronautas da NASA em 2017 (Grupo 22) em Ellington Field. Entre os candidatos à astronautas de 2017 da NASA está Warren Hoburg.

Em 2017, Hoburg foi selecionado como um candidato a astronauta no Grupo 22 de Astronautas da NASA onde começou seu treinamento com duração de dois anos em agosto.

## Vida pessoal
Polina Anikeeva, parceira do Hoburg, é também uma professora associada do MIT. Ele é um escalador ávido, montanhista, piloto e previamente trabalhou com a equipe de busca e resgate de Yosemite.

## Prêmios e honrarias
Hoburg foi um bolsista pesquisador da Fundação Nacional da Ciência de 2009-2013 e duas vezes ganhador do Prêmio Aeronautics and Astronautics Teaching do AIAA.